# Cartoon Network (Corea del Sur)
Cartoon Network (hangul: 카툰 네트워크) es un canal de televisión infantil de Corea del Sur, fue lanzado el 11 de noviembre de 2006. Su programación se basa exclusivamente en la emisión de dibujos animados.

## Programación
- The Amazing World of Gumball (검볼)
- Adventure Time (핀과 제이크의 어드벤처타임)
- Looney Tunes (루니툰)
- Regular Show (레귤러 쇼)
- Uncle Grandpa (엉클 그랜파)
- Ben 10 (벤10)[1]
- Steven Universe (스티븐 유니버스)
- Pretty Rhythm: Aurora Dream (프리티 리듬: 오로라 드림)
- Magi (마기)
- Toriko (토리코)
- Tom y Jerry 톰과 제리
- The Powerpuff Girls (파워퍼프걸)
- Scooby Doo (스쿠비 두)
- Courage the Cowardly Dog (겁쟁이 강아지 커리지)[2]